# John Savio

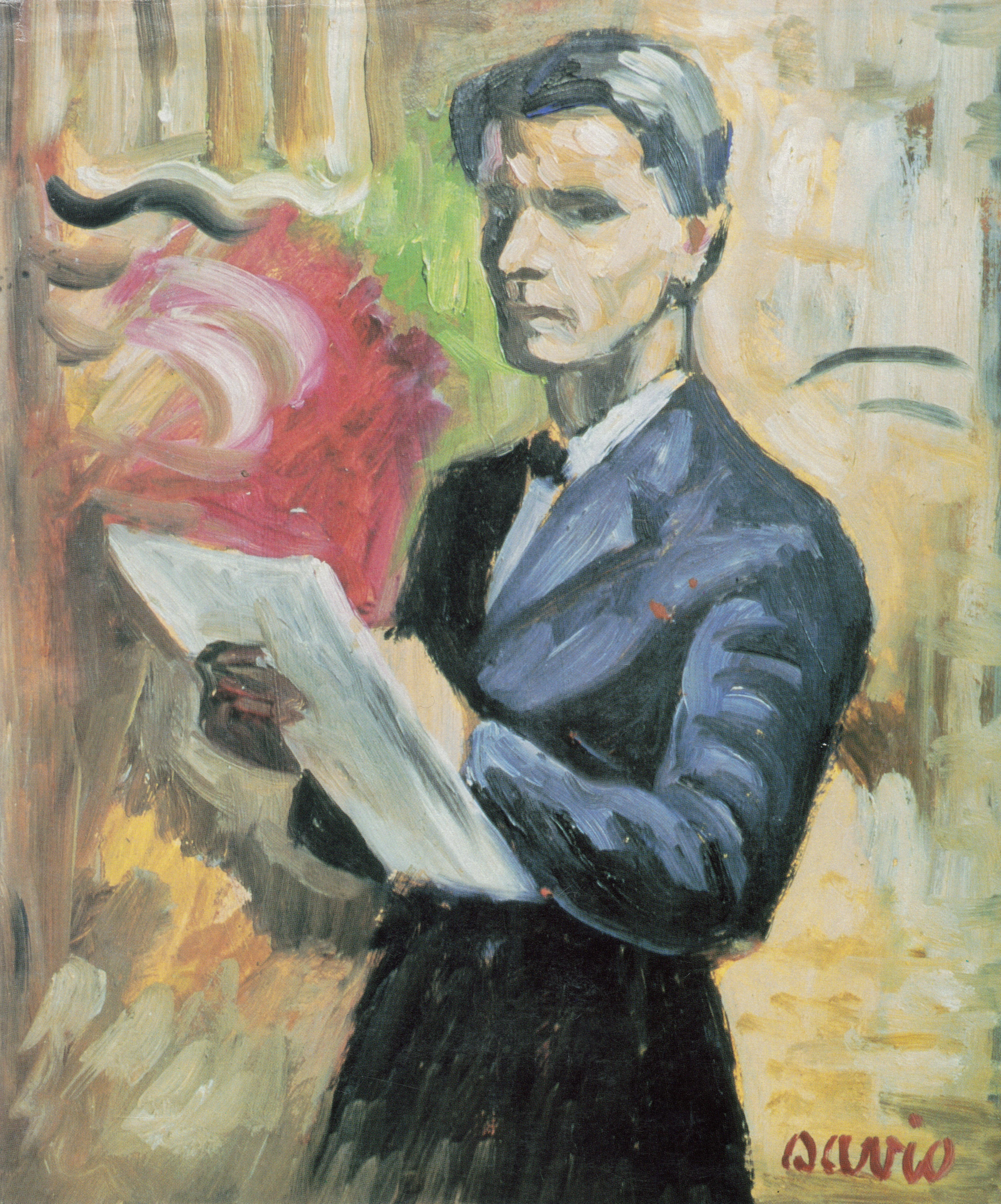
John Savio, självporträtt

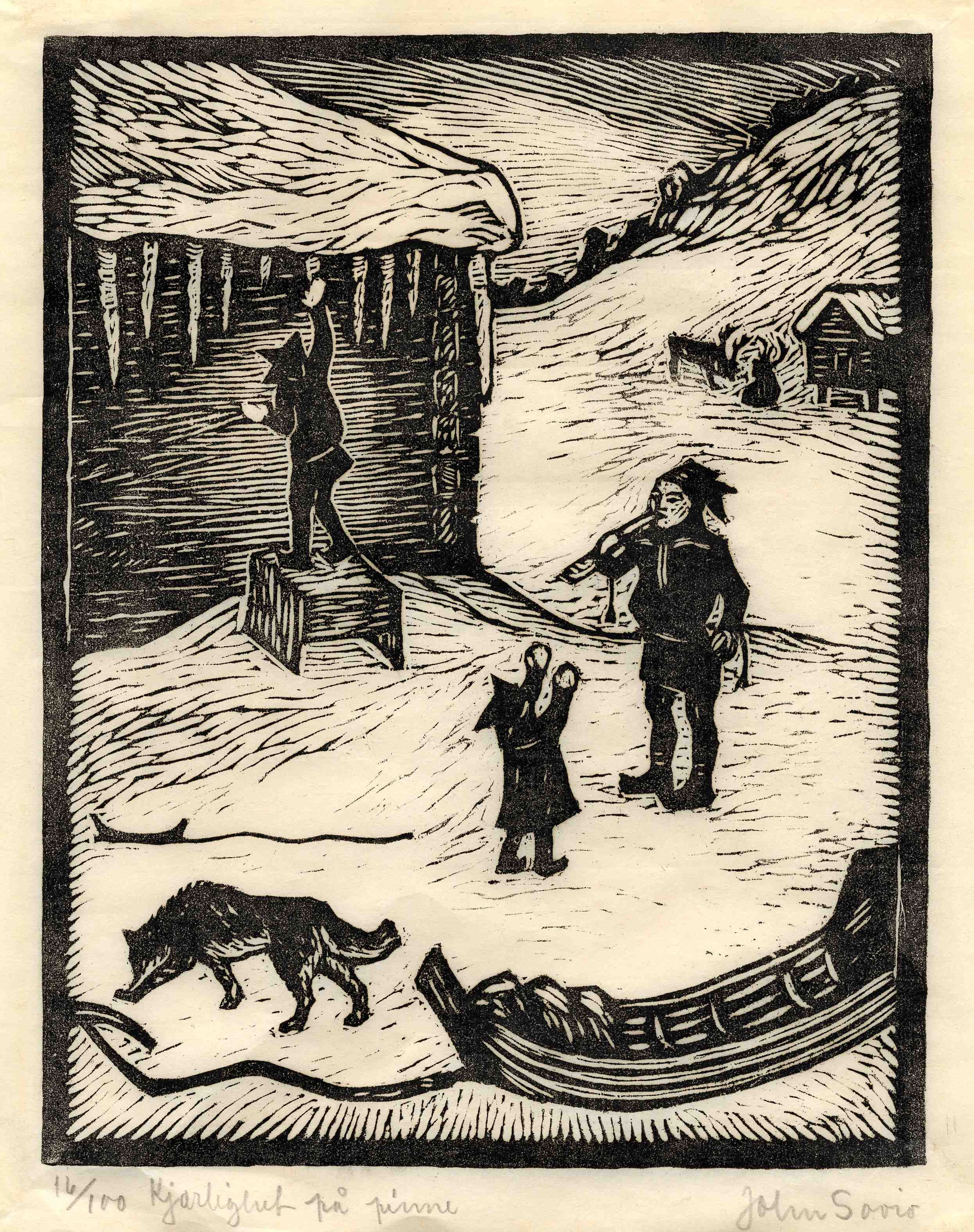
Träsnittet Kjærlighet på pinne, Saviomuseet

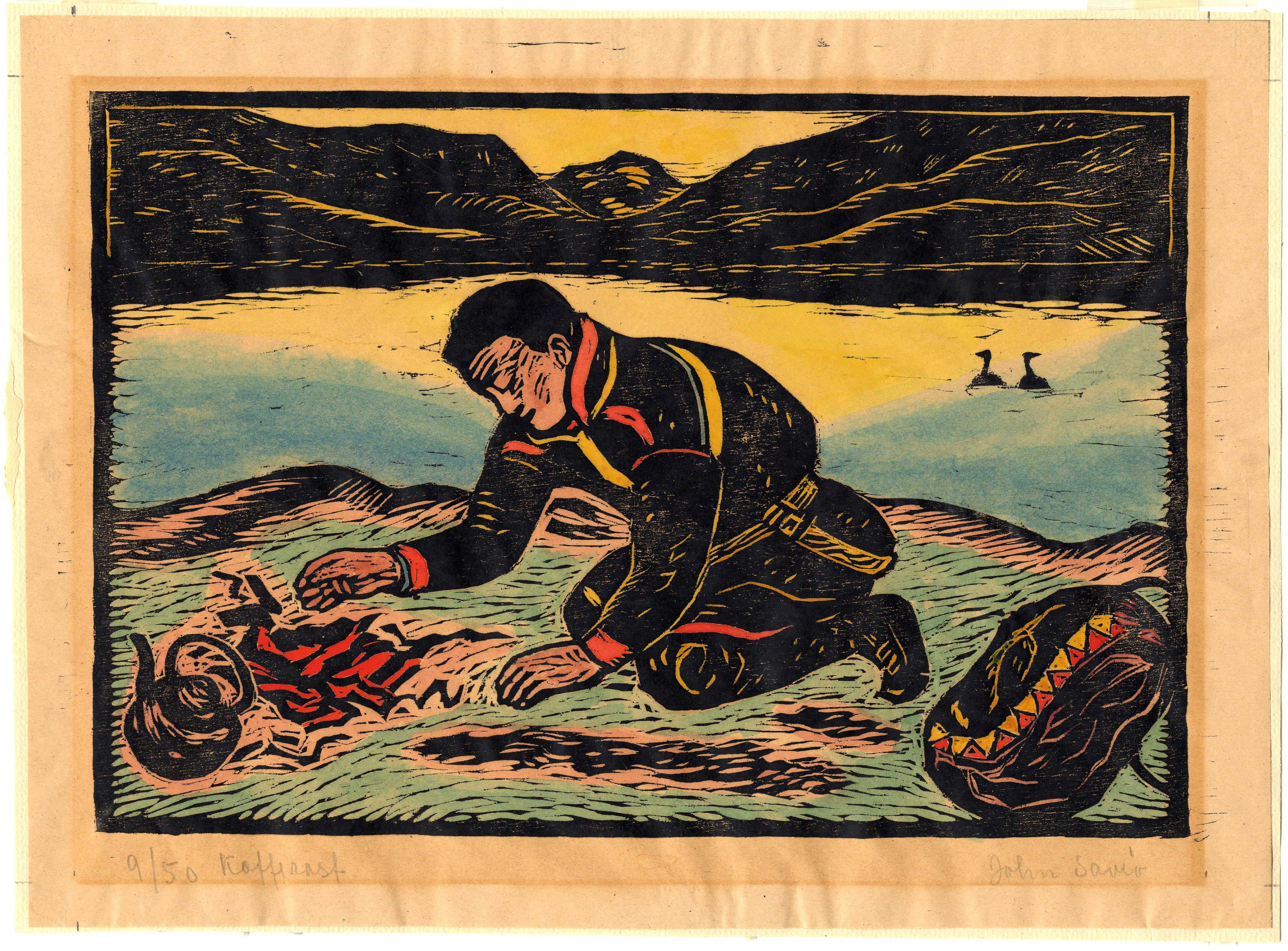
Kafferast 2, handkolorerat träsnitt på papper, Saviomuseet

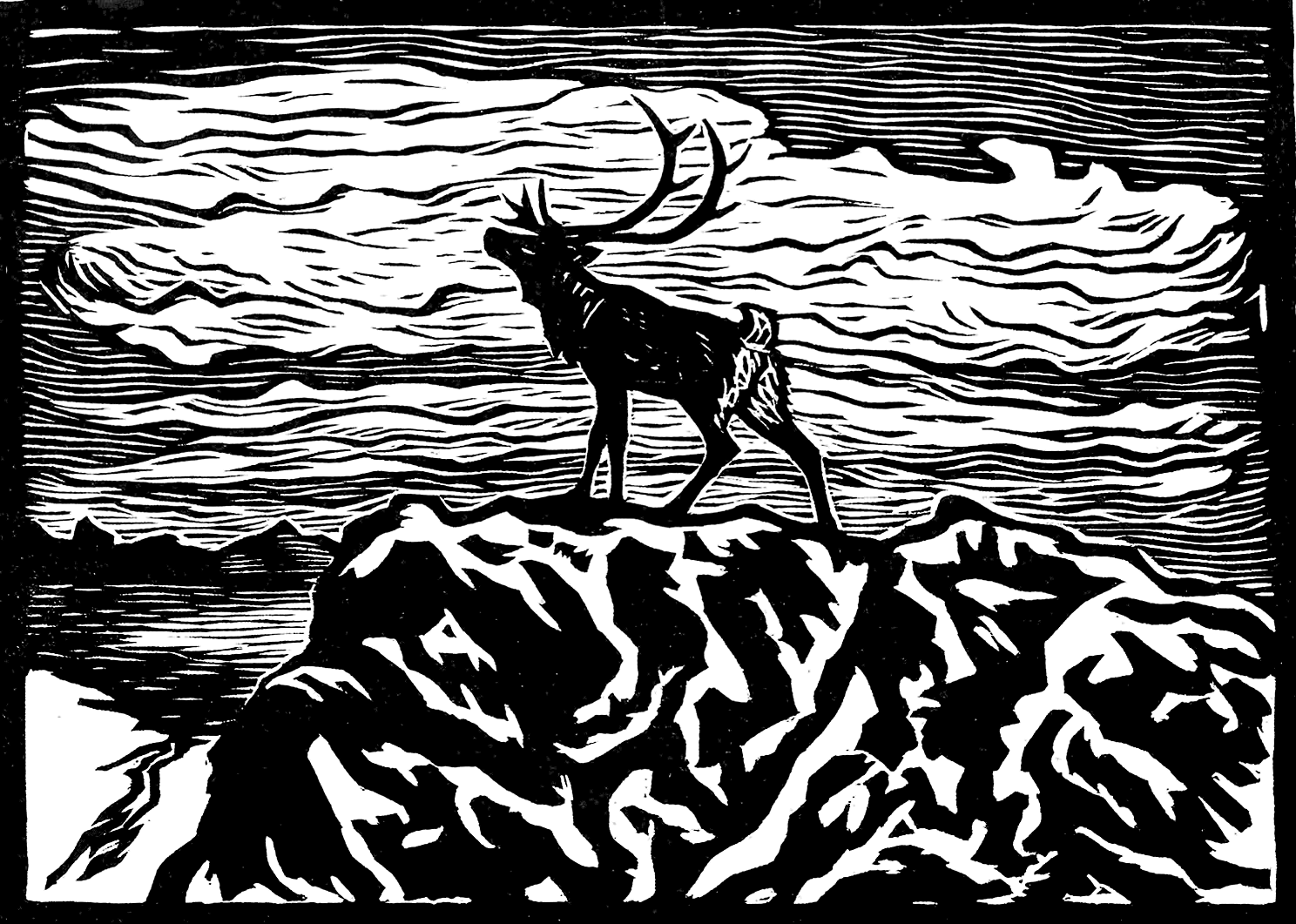
Träsnittet Okto

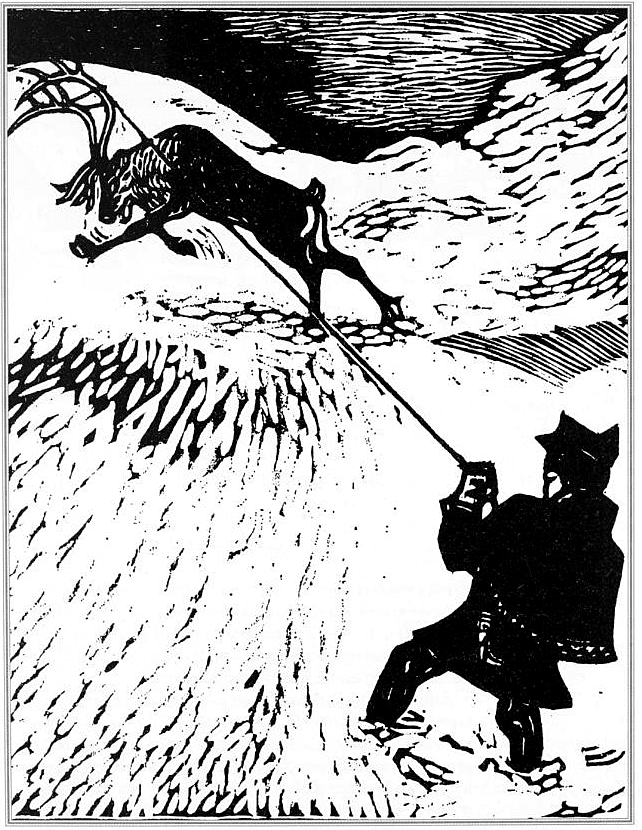
Träsnittet Mann med reinokse

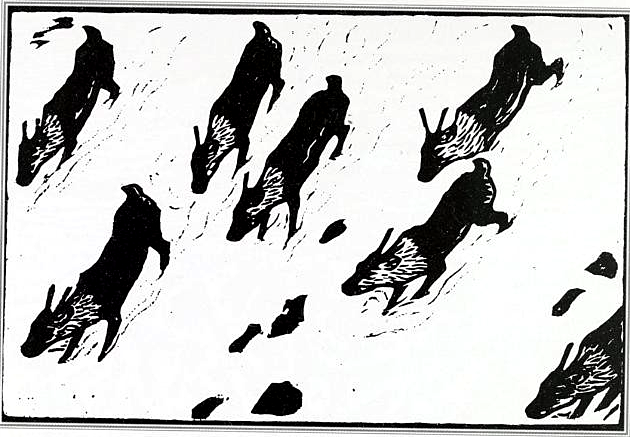
Träsnittet Reinkalver

John Andreas Savio, född 28 januari 1902 i Bugøyfjord, död 9 april 1938 i Oslo, var en samisk norsk konstnär. Han var den första samen som hade en separatutställning på Nasjonalgalleriet. Han arbetade huvudsakligen med träsnitt och hade en ganska stor produktion med omkring 130 träsnitt, några linoleumsnitt och ett stort antal teckningar.
Han var son till sydpolsfararen och handelsmannen Per Savio och Else Strimp (1875–1905). Båda föräldrarna dog innan han fyllde fyra år, modern av tuberkulos och fadern vid en förlisning i Varangerfjorden när han skulle hämta hennes kista i Vadsø. Han växte upp hos sina morföräldrar, vilka drev lanthandeln, bageri och gårdsbruk i Strimpgården i Klokkerelven i Bugøyfjord, vid sidan av verksamhet som renägare. Mormodern dog när han var tio år och morfadern 1920.

## Karriär
John Savio var den förste same som genomgick viss utbildning inom bildkonst på Statens håndverks- og kunstindustriskole i Kristiania. Han var möjligen elev till Axel Revold 1921/1922 och 1924/1925. Hans första separatutställning var i Paris 1937, där han fick en positiv recension i tidskriften L'Illustration.
John Savio fick inte ett konstnärligt genombrott under sin livstid, men har efter sin död fått erkännande som en av de största samiska konstnärerna
År 1994 grundades Saviomuseet i Kirkenes, sedan 2002 samlokaliserat med Grenselandsmuseet (Sør-Varanger museum).
| ”                                                        | Savio er den eneste samiske kunstneren som gjør seg bemerket før andre verdenskrig. Han ble dermed en pioner og foregangsmann for dem som kom etter krigen. | „ |
| – Morten Johan Svendsen ved Sogn og Fjordane Kunstmuseum | |   |